# Мишарин, Кузьма Иванович
Кузьма Иванович Мишарин (1895―1975) ― доктор биологических наук, профессор, известный сибирский зоолог, основатель Иркутской школы ихтиологов.

## Биография
Кузьма Иванович родился в селе Головновское Верхоленского уезда Иркутской губернии. В 1916 году окончил школу Сибирской флотилии, в дальнейшем служил на крейсере «Пересвет». Будучи участником гражданской войны, нёс вахту в Байкальском дивизионе бронекатеров легендарной 5-й Армии.
Учился на рабфаке Иркутского государственного университета, после окончания службы. Позже окончил педагогический факультет, где был учеником профессоров Б. А. Сварчевского и В. Ч. Дорогостайского.
В 1923 году началась научная деятельность Кузьмы Ивановича в экспедиции профессора С. С. Турова на Байкале. С того момента она занималась проблемами уникального озера.
С 1932 по 1933 год Кузьма Иванович участвовал в исследовании биологии и промысла рыб в Баргузинском заливе, а также в изучении нереста омуля в притоках Чивыркуйского залива.
В 1933 году на реке Большой, был построен первый рыбоводный омулевый завод, вблизи железной дороги станции Посольская, который вскоре стал средоточием воспроизводства байкальского омуля и центром научных исследований, направленных на воспроизводство омуля и других рыб. Кузьма Иванович занимался научной деятельностью в Большереченском рыбоводном заводе, где он занимался исследованием биологии икры и молоди омуля северобайкальской расы, а также изучением проблемы естественного размножения и искусственного разведения посольского омуля.
В 1934 году Кузьма Иванович, защитив кандидатскую диссертацию по биологии байкальского омуля. Окончил аспирантуру. С 1935 года являлся ассистентом кафедры зоологии позвоночных ИГУ, а с 1938 по 1956 год был доцентом.
С 1935 по 1941 год Кузьма Иванович руководил научными экспедициями по исследованию биологии ангарских хариусов и ленка на участке верхнего течения Ангары. Также в данные годы под его руководством развернулись систематические исследования биологии естественного размножения и искусственного разведения байкальского омуля в Селенгинском, Северо-Байкальском, Чивыркуйском, Горячинском и Маломорском районах.
С 1940 по 1941 год Кузьма Иванович осуществил двухлетние экспедиционные работы на Малом Море, совместно с научными сотрудниками Биолого-географического НИИ при ИГУ М. Г. Асхаевым. По материалам исследований была произведена деятельность по составлению научно-промысловой карты Малого Моря, в которой принимали участие профессора М. М. Кожов и В. Н. Яснитский.
С 1956 году Кузьма Иванович заведовал кафедрой зоологии позвоночных, а с 1964 года перешел на должность профессора. Кузьма Иванович был председателем Восточно-Сибирского отделения ихтиологической комиссии АН СССР.

## Основные труды

### Монографии
- Биология рыб и рыбный промысел в Малом море. — Иркутск : ОГИЗ, 1943. — 51 с. — Соавт.: М. М. Кожов.
- Промысел и воспроизводство рыбы на Байкале. — Иркутск : Иркут. обл. гос. изд-во, 1949. — 56 с.
- Рыбы и рыбный промысел в Иркутской области. — Иркутск : Иркут. обл. гос. изд-во, 1950. — 52 с.
- Естественное размножение и искусственное разведение посольского омуля в Байкале. — Иркутск , 1953. — 150 с. — (Изв. / Биол.-геогр. науч.-исслед. ин-т при Иркут. гос. ун-те; т. 14, вып. 1-4).
- Рыбы и рыбное хозяйство в бассейне озера Байкал : сб. ст. — Иркутск : Иркут. кн. изд-во, 1958. — 746 c. — Соавт.: М. М. Кожов.

### Научные статьи
- К биологии нереста омуля Coregonus autumnalis migratorius (Georg) в речках средней и южной части Байкала // Изв. / Биол.-геогр. науч.-исслед. ин-т при Вост.-Сиб. гос. ун-те. — Иркутск, 1937. — Т. 7, вып. 3-4. — C. 236—288.
- К биологии икры и молоди некоторых промысловых рыб оз. Байкала и реки Ангара // Тр. / Вост.-Сиб. гос. ун-т. — Иркутск, 1942. — Т. 2, вып. 3 : Биология. — С. 89-117.
- Состояние и перспективы рыбного промысла в Восточной Сибири // Изв. / Биол.-геогр. науч.-исслед. ин-т при Вост.-Сиб. гос. ун-те им. А. А. Жданова. — Иркутск, 1942. — Т. 9, вып. 3-4. — C. 3-34.
- Байкальские сиги: систематическая характеристика байкальских сигов // Изв. / Биол.-геогр. науч.-исслед. ин-т при Иркут. гос. ун-те им. А. А. Жданова. — Иркутск, 1947. — Т. 10, вып. 1. — C. 22-65.
- Биолого-морфологическая характеристика посольской расы байкальского омуля // Тр. Сер. биол. / Иркут. гос. ун-т. — Иркутск, 1953. — Т. 7, вып. 1/2. — С. 39-51.
- Естественное размножение и искусственное разведение посольского омуля в Байкале // Изв. / Биол.-геогр. науч.-исслед. ин-т при Иркут. гос. ун-те им. А. А. Жданова. — Иркутск, 1953. — Т. 14, вып. 1-4. — С. 3-133.
- Больше внимания воспроизводству рыбных запасов // Рыб. хоз-во. — 1954. — № 1. — С. 39-42.
- Итоги и очередные задачи по воспроизводству рыбных запасов в БМАССР // Материалы по изучению производительных сил Бурят-Монгольской АССР : сб. науч. тр. — Улан-Удэ, 1954. — Вып. 1. — С. 311—326.
- Амурский сазан в Байкале // Изв. / Биол.-геогр. науч.-исслед. ин-т при Иркут. гос. ун-те им. А. А. Жданова. — Иркутск, 1958. — Т. 17, вып. 1-4. — С. 223—230. — Соавт.: П. С. Стариков.
- Байкальский омуль (coregonus autumnalis migratorius (Yeorgi) // Рыбы и рыбное хозяйство в бассейне озера Байкал : [сб. ст.]. — Иркутск, 1958. — С. 130—287 : рис. и табл.
- Биолого-морфологическая характеристика омуля, нерестующего в речке Кике // Изв. / Биол.-геогр. науч.-исслед. ин-т при Иркут. гос. ун-те им. А. А. Жданова. — Иркутск, 1958. — Т. 17, вып. 1-4. — С. 238—252. — Соавт.: Г. С. Елизова, Ф. В. Лукьянчиков.
- Итоги и очередные задачи воспроизводства сиговых в бассейне Байкала : материалы к конф. по развитию производ. сил Вост. Сибири. — Иркутск, 1958. — 18 с. — (Иркутское региональное совещание).
- Основные пути развития рыбного хозяйства в бассейне озера Байкал // Рыбы и рыбное хозяйство в бассейне озера Байкал : [сб. ст.]. — Иркутск, 1958.- С. 724—735. — Соавт.: М. М. Кожов.
- Промысловые районы вдоль западного и южного побережья Байкала: Маломорский (Ольхонский) и Южно-Байкальский // Рыбы и рыбное хозяйство в бассейне озера Байкал : [сб. ст.]. — Иркутск, 1958. — С. 672—701. — Соавт.: М. М. Кожов, П. М. Окунев.
- Систематический состав ихтиофауны озера Байкал и его бассейна // Рыбы и рыбное хозяйство в бассейне озера Байкал : [сб. ст.]. — Иркутск, 1958. — С. 91-100. — Соавт.: М. М. Кожов.
- Итоги и очередные задачи воспроизводств сиговых в бассейне Байкала // Материалы по общеэкономическим вопросам Бурятской региональной совещательной конференции по развитию производительных сил Восточной Сибири : докл. — Улан-Удэ, 1959. — С. 379—387.
- Искусственное разведение байкальского омуля // Вопр. ихтиологии. — М., 1960. — Вып. 15. — С. 111—117.
- Перспективы искусственного разведения сиговых рыб в Байкале // Материалы совещания по вопросам рыбоводства (10-12 декабря 1959 г.). — М., 1960. — С. 74-76.
- Рыбоводно-биологическая характеристика чивыркуйского омуля на Байкале // Рыб. хоз-во. — 1960. — № 12. — С. 25-26.
- Биологическое обоснование искусственного воспроизводства стад байкальского омуля // Теоретические основы рыбоводства : материалы совещ., 9-12 марта 1964 г. — М., 1965. — С. 168—171.
- Миграция байкальского омуля по результатам кольцевания // Изв. / Биол.-геогр. науч.-исслед. ин-т при Иркут. гос. ун-те им. А. А. Жданова. — Иркутск, 1965. — Т. 18, вып. 1-2. — С. 50-61. — Соавт.: Н. В. Тюменцев.
- Динамика генераций нерестовой популяции посольского омуля в Байкале // Вопросы зоологии : матер. к 3-му совещ. зоологов Сибири. — Томск, 1966. — С. 118—119.
- Динамика генераций нерестовой популяции посольского омуля в Байкале // Биологическая продуктивность водоемов Сибири : докл. Первого совещ. — М., 1969. — С. 215—225 : табл.
- Опыт определения эффективности воспроизводства байкальского омуля // Рациональное использование и охрана живой природы Сибири. — Томск, 1971. — С. 77-78.
- Результаты двадцатилетних наблюдений по динамике численности генераций нерестовой популяции посольского омуля в Байкале // Изв. / Биол.-геогр. науч.-исслед. ин-т при Иркут. гос. ун-те им. А. А. Жданова. — Иркутск, 1971. — Т. 24. — С. 34-57
- Таймень, его морфология, биология и промысел // Изв. / Биол.-геогр. науч.-исслед. ин-т при Иркут. гос. ун-те. — Иркутск, 1971. — Т. 24. — С. 58-105. — Соавт.: Н. В. Шутило.
- Результаты исследования воспроизводства байкальского омуля и их внедрение // Исследование природных ресурсов Восточной Сибири (1923—1973 гг.) Биолого-географическим научно-исследовательским институтом. — Иркутск, 1974. — С. 32-42.